# I Just Shot John Lennon
I Just Shot John Lennon è un brano musicale del gruppo rock irlandese The Cranberries inserito nell'album To the Faithful Departed del 1996. 

## Il brano
La canzone narra gli eventi accaduti la notte dell'8 dicembre 1980, quando il musicista John Lennon fu assassinato da Mark David Chapman davanti al Dakota Building a New York. Si tratta di uno dei molti omaggi in musica dedicati a Lennon, che ripercorrono gli avvenimenti di quella notte.
Il titolo della canzone deriva dalle parole pronunciate da Chapman la sera dell'omicidio di Lennon. Interrogato se fosse a conoscenza di quanto aveva appena fatto, egli rispose freddamente: «Yes, I just shot John Lennon» ("Si, ho appena sparato a John lennon").

## Esecuzioni dal vivo
I Cranberries eseguirono dal vivo la canzone al Late Night with David Letterman nel 1995. Altra versione live fu pubblicata come B-side del singolo Salvation.